# NGC 160
NGC 160 é uma galáxia espiral (S0-a) localizada na direcção da constelação de Andromeda. Possui uma declinação de +23° 57' 29" e uma ascensão recta de 0 horas, 36 minutos e 04,1 segundos.
A galáxia NGC 160 foi descoberta em 5 de Dezembro de 1785 por William Herschel.